# アイドルマスター SideM ラジオ 315プロNight!
『アイドルマスター SideM ラジオ 315プロNight!』（アイドルマスター サイドエム ラジオ サイコープロナイト）は、2015年4月3日からニコニコチャンネルと連携した形でニコニコ生放送で配信されている『アイドルマスター SideM』シリーズに関連したインターネットラジオ番組。毎週金曜21時に配信。2024年5月6日からはHiBiKi Radio Stationでも、前日のアーカイブ版（音声のみ）が配信されている。パーソナリティは月間（1クール）交代制。

## 概要
2015年3月15日に開催された「アイドルマスター10周年プロデューサーミーティング 〜3.15は315プロNight! in 2015〜」にて、この番組の配信決定が発表された。
配信提供はランティスとなっており、ニコニコ生放送での女性向け番組「Deargirl」枠の一つとなっている。番組のチャンネル会員向けに、本配信後のおまけトーク「オフサイド」やブロマガが閲覧可能になる。
初回から2015年5月までは収録配信だったが、2015年6月より生配信になった。2016年4月からは再び収録配信に戻っている。2016年3月25日までは仲村宗悟、内田雄馬、八代拓がパーソナリティを務めていたが、2016年4月からは1クールごとに公式ユニットでの交代制になった。
2020年7月配信回より、パーソナリティがユニット別ではなく各ユニットから選抜されたメンバーによるマンスリーパーソナリティ制となった。
2021年10月配信回から2022年9月配信回まで伊瀬結陸、宮﨑雅也、大塚剛央がパーソナリティを務めた。振り返り特別回として12月と4月と5月前半のみライブ出演メンバーから選抜されたメンバーがそれぞれ2回ずつパーソナリティを務めた。
2022年10月配信回より、再び各ユニットから選抜されたメンバーによるマンスリーパーソナリティ制となった。

## コーナー

### 共通コーナー
315コミュニケーション
番組宛に届いた普通のお便り（ふつおた）を紹介していくコーナー。以前のコーナー名は「ドラマチックメール」。
理由あってハードル
パーソナリティが仲良くなれるようなハードルを募集するコーナー。
315スポットライト
SideMの楽曲を紹介するコーナー。以前のコーナー名は「サテライトサウンドスタジオ」。
315リクエスト
パーソナリティが演じるキャラクターに読んでほしい台詞を募集するコーナー。
パッショナブルプレイリスト!
テーマに合う楽曲をリスナーから募集し、楽曲を使ってプレイリストを組むコーナー。
315学級会
SideM関連のゲーム内情報を告知するコーナー。以前のコーナー名は「Sideコマーシャル」→「NEWS 315」。『アイドルマスター SideM GROWING STARS』のサービス終了により、コーナーも終了。
自力で解決するよ！プロデューサー！
悩み事をプレゼンして、「自分たちでは解決できない！」という悩み事をリスナーに解決してもらうコーナー。選ばれなかった悩み事は、パーソナリティが解決していく。以前のコーナー名は「教えて！プロデューサー！」。
オリジナルコーナー作戦会議
ユニットによるパーソナリティ制に行われていたコーナー。初回でパーソナリティを務めるユニットが毎週やるコーナーについて話し合う。
イントロぴったり前口上
おまけトーク「オフサイド」にて、楽曲の前奏部分に乗せて、歌い出しまで収まるようにドラマチックな前口上を言うことに挑戦するコーナー。
315ターニングポイント
おまけトーク「オフサイド」にて、様々な場面でアイドルと向き合ってきたパーソナリティが演じる中で感じたターニングポイントについて語っていくコーナー。

### ユニット別コーナー

#### DRAMATIC STARS
ドラマチックスタジオ
ギターが弾ける仲村、ピアノが弾ける、八代が作詞作曲演奏して歌うコーナー。リスナーからお便りで募集する。
生配信時代はニコニコ生放送のコメントから楽曲名や歌詞に入れて欲しいフレーズを募集し、パーソナリティ3人のうち2人が作曲し、翌週の配信回で披露していた。
DRAMATICのせいにして
リスナーの日頃の悩み事を3人が奪って解決していくコーナー。

#### High×Joker
ハイスクールノーリミット
高校生バンドにちなんで、学生の間での流行について紹介するコーナー。
MISSION is プロデュース
リスナーから3人にやってほしいことを募集し、次回の収録までに結果報告を行うコーナー。
空腹なるキミへ
料理に関するメールの紹介や3人が得意なレシピを参考に料理していくコーナー。

#### W
悠介&享介のスッキリ！解決シュート
リスナーのお悩み相談に2人がそれぞれ別々の答えで悩みを解決していくコーナー。

#### THE 虎牙道
頂点を目指せ！THE 虎牙道フィジカルバトル
リスナーが出すお題に挑戦し、3人のうち誰が頂点かを決めるコーナー。

#### S.E.M
可能性は無限大
リスナーが出すお題に挑戦し、可能性は無限大であることを証明するコーナー。
S.E.Mからの宿題
3人からリスナーに宿題を提示し、期限までに提出してもらうコーナー。3人からは解答例を出される。

#### Café Parade
Rough Parade
笑顔になれるカフェを作るために、メニューや制服などをリスナーに考えてもらうコーナー。

#### 神速一魂
即席必殺 破羅駄威棲！
必殺技っぽく聞こえるフレーズを紹介するコーナー。
一致団結 阿吽之息！
お題に対して、それを表現した四字熟語を2人で2文字ずつ考えるコーナー。上手く四字熟語になれば成功になる。

#### Altessimo
その経験あるテッシモ
リスナーからのあるある話を紹介するコーナー。
Altessimoの褒めてっしも！
リスナーの褒めてほしいことを紹介するコーナー。

#### F-LAGS
作ろう！トリコロール！
リスナーから募集した質問に対して、3人がそれぞれ異なる答えを出してトリコロールを作る。
三本の矢！お助けラブリー・キューピッズ♡
リスナーの悩み事を解決していく。以前のコーナー名は「出航！お助けVoyager！」。
勝ち取れ！革命の旗！
リスナーからのどんな勝負をしてほしいかのお題を募集するコーナー。勝負に勝てば「革命の旗」を入手でき、エンディングでF-LAGSの最高権力者として振る舞うことができる。
出航！ストーリーVoyage！
3人がテーマや単語、登場人物などを決め、それらを元にリスナーから小説の文章を募集するコーナー。

#### Jupiter
Jupiterの315プロデュース
315プロから、どのお仕事にどのアイドルを向わせるかプロデュースしていくコーナー。
チャオチャオ★エンジェル！
悩み事や世迷い言を抱えたリスナーの相談事を聞き、解決方法など救いの手を差し伸べていくコーナー。

#### Legenders
雨彦さんのお掃除お願いします
リスナーから募集した怖い話やお悩み相談を紹介し供養していくコーナー。
伝説の偉人をプロデュース
リスナーと3人が新しい偉人を作り上げるコーナー。

#### もふもふえん
かのんくんの辛口ファッションチェック
プロデューサーから募集したお題に合うコーディネートを絵に描き、一番良いコーディネートが誰なのかを競うコーナー。
かわいさのレッスン！はじめるよー！
あまりかわいくない言葉のお題をリスナーから募集し、それをかわいく言い換えるコーナー。

#### Beit
Beitの新商品開発
3人とコラボしてほしい商品の案をリスナーから募集し、実際の商品化を目指していくコーナー。
Beitの求人広告！
アルバイトの体験談をリスナーから募集するコーナー。

#### 彩
彩点
3人が決めたお題でリスナーからダジャレを募集するコーナー。
お稽古の和！
リスナーから珍しい習い事経験について報告してもらうコーナー。

#### C.FIRST
目指せ当選！C.FIRSTの選挙演説
リスナーに演説してほしいテーマを募集し、当選を目指して選挙演説していくコーナー。
未知の向こうへ！C.FIRST美術館
リスナーから募集するテーマでC.FIRST美術館に飾る絵を制作していくコーナー。

## 公開録音
アイドルマスター SideM ラジオ 315プロNight! ドラマチックミーティング！
2015年9月26日に東京都江東区のディファ有明にて開催された。昼夜2部開催。出演者は仲村宗悟、内田雄馬、八代拓、堀江瞬、高塚智人、野上翔、千葉翔也、白井悠介、永塚拓馬、渡辺紘。
アイドルマスター SideM ラジオ 315プロNight! ドラマチックミーティング！ Vol.2
2016年7月17日に東京都港区のラフォーレミュージアム六本木にて開催。昼夜2部開催。出演者は仲村宗悟、内田雄馬、八代拓、熊谷健太郎、濱健人、増元拓也、狩野翔、天﨑滉平、古川慎、児玉卓也、小林大紀。
アイドルマスター SideM ラジオ 315プロNight! 315回記念公開録音 ドラマチックミーティング！ Vol.3
2021年5月9日に無観客での有料生配信のみの開催。昼夜2部開催。出演者は仲村宗悟、永野由祐、土岐隼一、益山武明、深町寿成、三瓶由布子、比留間俊哉、浦尾岳大。

## トークショー
【アニメイト池袋本店グランドオープン記念】アイドルマスター SideM ラジオ 315プロNight! 出張版 ミニ
2023年3月19日に東京都豊島区のアニメイト池袋本店 9F animate hall BLACKにて開催。出演者は伊瀬結陸、宮﨑雅也、大塚剛央。

## 備考
- 2020年4月24日配信回から6月5日配信回までは、2019新型コロナウイルス感染拡大防止の推進および緊急事態宣言の発令に伴い、リモート収録が行われた[15]。6月12日配信回よりスタジオ収録を再開した[16]。
- 2024年6月8日から受けたニコニコサービスへのサイバー攻撃の影響に伴うニコニコサービス全体の大規模メンテナンス実施により[17]、ニコニコ生放送およびニコニコチャンネルが利用不能となったため、6月15日配信回より配信媒体がYouTubeの響ラジオ公式チャンネルでのプレミア公開に変更された[18]（アーカイブ期間は1週間）。また、「オフサイド」についても7月5日配信回より本編終了後にプレミア公開され、本来のニコニコ生放送での有料パートも無料で配信されていた。また、ニコニコ生放送にて配信できなかった6月15日配信回から6月28日配信回までの「オフサイド」についても後日プレミア公開を実施した[19]。8月16日配信回をもってYouTubeでの代替配信を終え、ニコニコチャンネルサービス再開後の8月23日配信回よりニコニコ生放送での配信に戻った[20]。